# Liste der Naturdenkmale in Neuler
| Naturdenkmale | Anzahl |
| ------------- | ------ |
| FND           | 3      |
| END           | 2      |
| Gesamt        | 5      |

Die Liste der Naturdenkmale in Neuler nennt die verordneten Naturdenkmale (ND) der im baden-württembergischen Ostalbkreis liegenden Gemeinde Neuler. In Neuler gibt es insgesamt fünf als Naturdenkmal geschützte Objekte, davon drei flächenhafte Naturdenkmale (FND) und zwei Einzelgebilde-Naturdenkmale (END).
Stand: 1. November 2016.

## Flächenhafte Naturdenkmale (FND)
| Name                             | Bild | Kennung     | Einzelheiten | Position | Fläche Hektar | Datum |
| -------------------------------- | ---- | ----------- | ------------ | -------- | ------------- | ----- |
| Eichenwäldchen beim Grießweiher  | BW   | 81360460003 | Neuler       | ⊙        | 1,2           |       |
| Hirtenweiher (Teich bei Brinnen) | BW   | 81360460002 | Neuler       | ⊙        | 0,3           |       |
| Sturzweiher                      | BW   | 81360460001 | Neuler       | ⊙        | 0,3           |       |
| Legende für Naturdenkmal         |      |             |              |          |               |       |

## Einzelgebilde (END)
| Name                       | Bild | Kennung     | Einzelheiten | Position | Fläche Hektar | Datum |
| -------------------------- | ---- | ----------- | ------------ | -------- | ------------- | ----- |
| 1 Eiche am Ellwanger Weg   | BW   | 81360460006 | Neuler       | ⊙        | 0,0           |       |
| 3 Buchen bei der Glaswiese | BW   | 81360460004 | Neuler       | ⊙        | 0,0           |       |
| Legende für Naturdenkmal   |      |             |              |          |               |       |